# Montonepa
Montonepa is een geslacht van wantsen uit de familie van de Nepidae (Waterschorpioenen). Het geslacht werd voor het eerst wetenschappelijk beschreven door Lansbury in 1973.

## Soorten
Het genus bevat de volgende soort:

- Montonepa eruta (Montandon, 1910)